# Au-delà de la lune
Pour plus de détails, voir Fiche technique et Distribution.
Au-delà de la lune (néerlandais : Verder dan de maan) est un film belge réalisé par Stijn Coninx, sorti en 2003.

## Fiche technique
- Titre original : Verder dan de maan
- Titre francophone : Au-delà de la lune
- Réalisation : Stijn Coninx
- Scénario : Jacqueline Epskamp
- Photographie : Walther van den Ende
- Montage : Ludo Troch
- Musique : Henny Vrienten
- Production : Wilfried Depeweg, Peter Aalbæk Jensen, Joachim Ortmanns, Jan Roekens, Sophie Schoukens, Ineke van Wierst et Els Vandevorst
- Pays d'origine : Belgique
- Format : Couleurs
- Genre : drame
- Date de sortie : 2003

## Distribution
- Huub Stapel : Mees Werner sr.
- Johanna ter Steege : Ita Werner
- Neeltje de Vree : Caro Werner
- Nyk Runia : Mees Werner jr.
- Yannic Pieters : Bram Werner
- Julia Van Lisenburg : Annette Werner
- Isabel Leur : Lettie Werner
- Anneke Blok : Tante Connie
- Annet Malherbe : Tante Masha
- Bert André : Aad Schiller
- Dajo Hogeweg : un enfant